# Veterans Stadium (New Britain)
Ne doit pas être confondu avec Veterans Stadium (Philadelphie).
Le Veterans Stadium, également connu sous le nom de Veterans Memorial Stadium, est un stade omnisports américain, principalement utilisé pour le soccer et l'athlétisme, situé dans la ville de New Britain, dans le Connecticut.
Le stade, doté de 8 448 places et inauguré en 1982, sert d'enceinte à domicile à l'équipe lycéenne des Golden Hurricanes de New Britain.
Le nom du stade est un hommage aux soldats de la ville morts dans diverses guerres américaines, notamment au Viêt Nam.

## Histoire
Le stade, qui appartient à la ville de New Britain et fait partie du Willow Brook Park, ouvre ses portes en 1982. Le terrain de jeu est entouré une piste ovale à 8 voies.
La piste est dédiée à l'entraîneur Irving S. Black en avril 1992. Les sièges sont tous en gradins métalliques, avec 7 sections de 27 rangées chacune de chaque côté du terrain.
À l'été 2012, les sièges du milieu des deux virages sont modifiés pour mieux correspondre aux couleurs de New Britain High School, qui sont le marron et l'or.
Plusieurs matchs de Coupe des États-Unis de soccer (Lamar Hunt US Open Cup) se sont déroulés au stade. Le 26 juin 2001, les Wolves du Connecticut s'y imposent 3-2 sur le Mutiny de Tampa Bay devant 4 632 spectateurs. Le 4 septembre 2007, le Revolution de la Nouvelle-Angleterre s'imposent 1-0 sur les RailHawks de la Caroline devant 4 203 spectateurs. Moins d'un an plus tard le 1er juillet 2008, ils s'imposent 3-0 sur les Kickers de Richmond devant 3 950 spectateurs puis perdent 2-1 le 30 juin 2009 contre les City Islanders d'Harrisburg devant 3 100 spectateurs.

## Événements

### Matchs internationaux de football
| Date            | Compétition  | Équipes                                | Score | Affluence |
| --------------- | ------------ | -------------------------------------- | ----- | --------- |
| 12 juillet 1988 | Match amical | États-Unis — Pologne                   | 0-2   | 10 213    |
| 17 juin 1989    | Match amical | États-Unis — Guatemala                 | 2-1   | 10 516    |
| 30 août 1991    | Match amical | États-Unis féminine — Norvège féminine | 0-1   | —         |
| 16 août 1992    | Match amical | États-Unis féminine — Norvège féminine | 2-4   | —         |
| 30 juillet 1995 | US Cup       | États-Unis féminine — Taïwan féminine  | 9-0   | —         |
| 26 mai 1996     | Match amical | États-Unis — Écosse                    | 2-1   | 8 526     |
| 31 mai 1997     | USA Cup      | États-Unis féminine — Canada féminine  | 4-0   | —         |
| 29 mai 2010     | Match amical | Turquie — Irlande du Nord              | 2-0   | 4 000     |

## Galerie

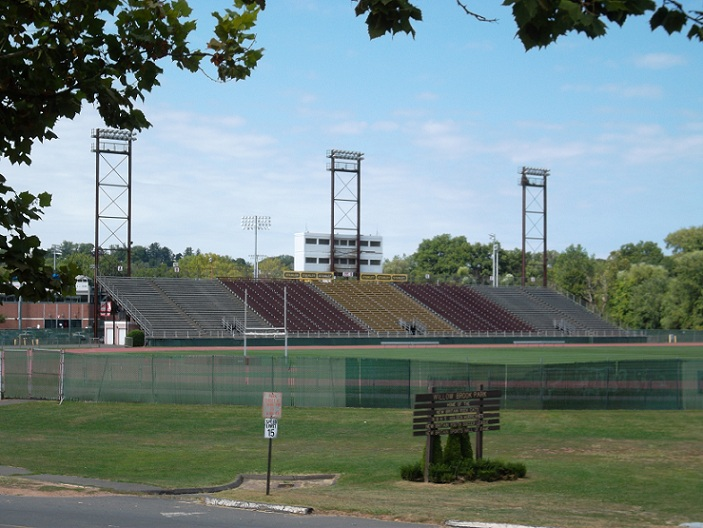
Vue du stade en septembre 2012